# Midway (Louisiana)
Midway is een plaats (census-designated place) in de Amerikaanse staat Louisiana, en valt bestuurlijk gezien onder La Salle Parish.

## Demografie
Bij de volkstelling in 2000 werd het aantal inwoners vastgesteld op 1505.

## Geografie
Volgens het United States Census Bureau beslaat de plaats een oppervlakte van
9,2 km², waarvan 9,1 km² land en 0,1 km² water.

## Plaatsen in de nabije omgeving
De onderstaande figuur toont nabijgelegen plaatsen in een straal van 28 km rond Midway.